# 新市街道
新市街道（しんしがいどう）は、広州市白雲区の街道。現行行政地名は新市街道棠涌社区、新市街道西街社区などの社区14個がある。

## 地理
広州市白雲区の南西部に位置している。

## 行政区画
14社区を管轄する。

## 施設

### 交通
・地下鉄の駅：